# Gerações futuras
As gerações futuras são coortes de pessoas hipotéticas que ainda não nasceram. As gerações futuras são contrastadas com as gerações actuais e passadas e evocadas para estimular o pensamento sobre a equidade intergeracional. Diversos autores tratam a "equidade intergeracional" como sinônimo da "solidariedade intergeracional".
A paciência moral das gerações futuras tem sido amplamente discutida entre os filósofos, e é considerada uma causa importante e negligenciada pela comunidade do altruísmo eficaz. O termo é frequentemente usado para descrever os sujeitos que futuramente irão se beneficiar pelos processos de conservação ou preservação do património cultural ou natural atuais.
Os movimentos de sustentabilidade e acção climática adoptaram o conceito como uma ferramenta para consagrar princípios de pensamento de longo prazo na lei. O conceito é muitas vezes ligado ao pensamento indígena como princípio de acção ecológica, como o princípio de sete gerações atribuído à tradição iroquesa, que defendia que as ações da geração atual devem assegurar a sustentabilidade para as futuras gerações que viverão pelos próximos 140 anos.

## Origens
O termo refere-se ao impacto que a geração actualmente viva tem no mundo em que as gerações futuras viverão, o mundo que herdarão dos humanos que vivem hoje. Esse conceito é referido na definição de sustentabilidade mais citada como parte do conceito desenvolvimento sustentável, desenvolvido no Relatório Brundtland da Comissão Mundial sobre Meio Ambiente e Desenvolvimento das Nações Unidas em 20 de março de 1987, também conhecido como "Nosso futuro comum" que define como: 
“O desenvolvimento sustentável é aquele que atende às necessidades do presente sem comprometer a possibilidade de as gerações futuras atenderem a suas próprias necessidades”.
O uso das gerações futuras no direito internacional é, em parte, reconhecido pela Carta das Nações Unidas, que se concentra na prevenção do "flagelo da guerra" nas gerações futuras.
Em 1997, a UNESCO publica a Declaração sobre as Responsabilidades das Gerações Presentes em Relação às Gerações Futuras na qual recorda que essas responsabilidades já estavam presentes em diversos outros instrumentos elaborados anteriormente.
Com a publicação do histórico relatório Nossa Agenda Comum do secretário-geral da ONU em setembro de 2021, houve um interesse renovado em entender, agir e representar as gerações futuras no sistema multilateral.

## Economia
A maioria das abordagens capitalistas assume que as gerações futuras terão maior prosperidade. No entanto, essas suposições não se confirmam – a maioria das decisões económicas são tomadas com os benefícios de curto prazo em mente.

## Direitos legais das gerações futuras
Em 1974, Joel Feinberg publicou artigo sobre os direitos dos animais e gerações futuras (em inglês, unborn generations) no qual expressava que:
Minha principal preocupação será mostrar que faz sentido falar dos direitos das gerações não nascidas contra nós, e que dado o julgamento moral de que devemos conservar nossa herança ambiental para elas, e seus fundamentos, podemos muito bem dizer que as gerações futuras /têm/ direitos correlatos aos nossos deveres presentes para com elas. Proteger nosso meio ambiente agora também é uma questão de prudência elementar, e na medida em que o fazemos para a próxima geração já aqui nas pessoas de nossos filhos, é uma questão de amor.
A maioria das implementações das gerações futuras concentra-se em consagrar os direitos e necessidades das gerações futuras na lei, a fim de representar aqueles incapazes de expressar as suas necessidades.
Vários países tentaram consagrar obrigações para as gerações futuras na lei. No País de Gales essa obrigação moral está codificada como um dever legal na Lei de Bem-Estar das Gerações Futuras de 2015 e no papel do Comissário das Gerações Futuras. A primeira comissária Sophie Howe modelou o cargo, propondo uma série de novas políticas projectadas para uma política de pensamento futuro no País de Gales, incluindo um Manifesto para o Futuro de 2020.

### Processos legais
Os direitos das gerações futuras estão cada vez mais a ser protegidos em precedentes legais como parte das tendências globais em litígios climáticos. As gerações futuras foram o réu nos réus críticos em um caso de 2018 "Future Generations v. Ministério do Meio Ambiente e Outros" na Colômbia que protegeu a bacia da floresta amazónica para as gerações futuras.

## Na cultura popular
Os direitos das gerações futuras foram a inspiração para o enredo do romance The Ministry for the Future, de Kim Stanley Robinson.